# Військовий переворот у Ємені (1962)
Військовий переворот у Ємені 1962 року та громадянська війна у Північному Ємені також відомий як Революція 26 вересня — військовий переворот, реалізований групою офіцерів на чолі з полковником Абдаллою ас-Салялем, який до того перебував у політеміграції в Єгипті. Після перевороту почалась громадянська війна між республіканцями та прибічниками монархії Гамід-ад-Дінів.

## Передумови
Єменське Мутаваккілітське Королівство на межі 1960-их років було абсолютно-теократичною монархією, на чолі якої стояв король Ахмад бін Ях'я. У грудні 1961 року Ахмад посварився з Насером, з яким до того перебував у союзі проти британців і саудівців. «Радіо Каїра» та єгипетські ЗМІ розгорнули масовану пропагандистську кампанію проти єменської влади. У березні 1961 року на імама Ахмада було скоєно замах під час відвідування ним лікарні у Ходейді. Його було серйозно поранено. Єгипетська пропаганда провокувала численні акції протесту. У серпні 1962 року школярі з портретами Насера розгромили міністерство освіти, зриваючи зі стін портрети імама, солдати відмовились стріляти у натовп. 18 вересня 1962 року король Ахмад помер.
Спадковий принц 38-річний Мухаммед аль-Бадр, в руках якого були пости прем'єр-міністра, міністра внутрішніх і закордонних справ, міністра оборони та губернатора Сани, був проголошений новим королем Ємену та імамом мусульманської шиїтської секти зейдитів.

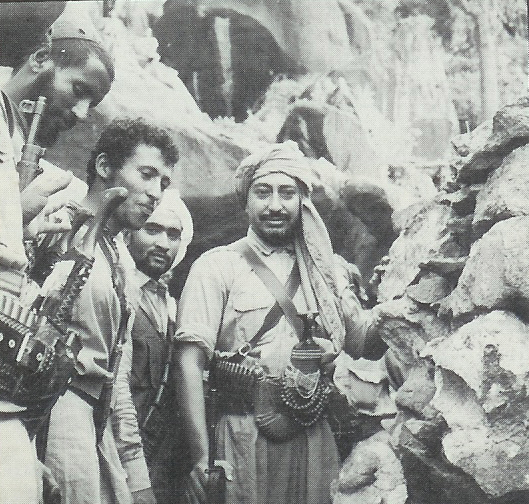
Мухаммед аль-Бадр серед прибічників у печері Джебаль-Шеда

З середини 1950-их років у Ємені соціалістичні ідеї поширювались представництвами відділень Партії арабського соціалістичного відродження («Баас»), Руху арабських націоналістів (ДАН), а також різними угрупуваннями марксистів (у тому числі й маоїстами). Найбільшу популярність їхні погляди мали серед молоді, студентів та офіцерів армії. Таємна організація «Вільні офіцери», що виникла у Ємені за прикладом Єгипту у грудні 1961 року, ставила собі за мету ліквідацію монархії й застосовувала зазначені вище ідеї. Так, представники «Вільних офіцерів» напередодні виступу 1962 року завчасно налагодили контакти з усіма тими угрупуваннями і домовились про співпрацю. Однак, за словами безпосередніх учасників перемовин, «Вільні офіцери» у відносинах з союзниками дотримувались принципу «все брати — нічого не давати».

## Переворот
Змовники з організації «Вільні офіцери» скористались ситуацією, що склалась, і вже 26 вересня 1962 року стався військовий переворот, організований «Радою революційного командування» (СРК) (насеристи капітани Абдалла Джузейлан та Абдул Латіф Дайфалла й лейтенант Алі Абд аль-Муньї), до яких приєднався полковник Абдалла ас-Саляль. Після кількох годин бою за палац аль-Бадра король-імам був скинутий, Єменське Мутаваккілітське Королівство й теократична монархія Гамід-ад-Дінів були ліквідовані, ас-Саляль отримав звання бригадного генерала та був проголошений президентом новоствореної Єменської Арабської Республіки.
У перший же день перевороту за вироком «народного трибуналу», який очолив Дайфалла, на центральному майдані столиці перед обпаленим палацом імама були розстріляні та порубані понад 70 діячів старого режиму — близько 50 членів правлячої династії, губернатори та міністри.
28 вересня ас-Саляль зустрівся із п'ятьма сотнями шейхів племен і старійшин, зібраних у Сані на коронацію аль-Бадра. Там він заявив, що «продажна монархія, яка правила тисячоліття та стала ганьбою для країни, арабського світу і всього людства, повалена. Будь-хто, хто спробує її реставрувати — ворог Аллаха та людей». Того ж дня було оголошено склад уряду, до якого увійшли відомі єменці як з Півночі, так і з Адена. При цьому більшість міністрів довідались про своє призначення з передачі «Радіо Сани».
29 вересня Єгипет визнав новий режим, а наступного дня Ґамаль Абдель Насер заявив про рішучість надати Північному Ємену усіляку підтримку. До Ємену почали прибувати єгипетські війська.
Першими декретами нового уряду було скасовано рабство й інституція заручництва, конфіскувались землі королівської родини й активних прибічників монархії. Зейдитські племена підтримали імама Мухаммеда аль-Бадра та повстали проти нового уряду. У країні почалась кривава громадянська війна, що тривала 8 років (1962—1970).

## Громадянська війна
Переворот у Ємені спричинив занепокоєння в Саудівській Аравії та Йорданії. Обидві країни остерігались загрози подібного розвитку подій у себе. Ще більше загострив обстановку факт прямої військової інтервенції Єгипту: вже 29 вересня 1962 року до великих міст Північного Ємену — Сани й Таїза — літаками прибули єгипетські солдати. Одночасно єгипетська військова місія у Ємені почала активну реорганізацію збройних сил ново проголошеної арабської республіки. Єгиптяни посіли в них командні посади, виділили спеціальний підрозділ десантників для охорони ас-Саляля та інших керівників.
5 жовтня 1962 року саудівська авіація бомбардувала єменське місто Ель-Бейда. 6 жовтня підрозділ саудівських солдат вторгся на територію Ємену на півночі країни, але той рейд був відбитий. У свою чергу, 4 листопада радіо Саудівської Аравії оголосило, що єгипетські літаки бомбардували 5 саудівських сіл. Згодом регулярними стали збройні рейди з території ЄАР на територію Саудівської Аравії. У відповідь остання почала підготовку рейдів на територію Ємену. Отримавши повідомлення про акції, що готувались, Ємен почав погрожувати повітряними ударами по території Саудівської Аравії.
США відреагували на кризу відрядженням групи військових суден до Перської затоки, таким чином застерігаючи Єгипет та ЄАР від можливого нападу на територію Саудівської Аравії. Одночасно президент США Джон Фіцджеральд Кеннеді закликав сторони до мирного врегулювання кризи та оголосив про визнання республіканського уряду в Ємені. Тим не менше, 19 грудня 1962 року авіація Єгипту завдала удару по низці об'єктів на території Саудівської Аравії, де у відповідь було оголошено загальну мобілізацію.

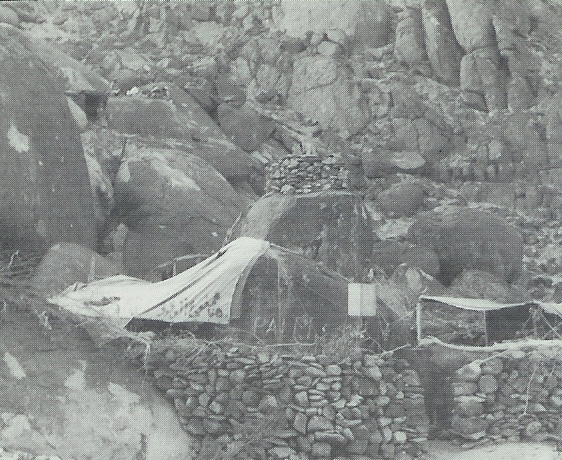
Табір роялістів у Ханджарі, на північному сході Ємену

Племінне ополчення за чисельністю переважало регулярну єменську армію. У лавах єменських монархістів числились 20 000 напіврегулярних озброєних загонів, 200 000 одноплемінників королівської родини (1965), а також сотні найманців. Війська ЄАР до 1964 року налічували лише 3 000 солдат. 1965 року загальне число єгипетських військовиків у Єменській Арабській Республіці вже складало 70 000. Гірська місцевість і відсутність доріг заважали республіканцям використовувати військову техніку, що могла б компенсувати малу чисельність особового складу. Ситуація погіршувалась тим, що з Саудівської Аравії та Йорданії з 1 жовтня почалось організоване постачання зброї прибічникам монархії. Окрім насерівського Єгипту, військово-технічну допомогу ЄАР надавав СРСР. 1963 року у Ємені налічувалось 547 радянських військових фахівців.
Таким чином було створено передумови для активного залучення до північноєменського конфлікту інших держав та їх безпосереднього зіткнення.

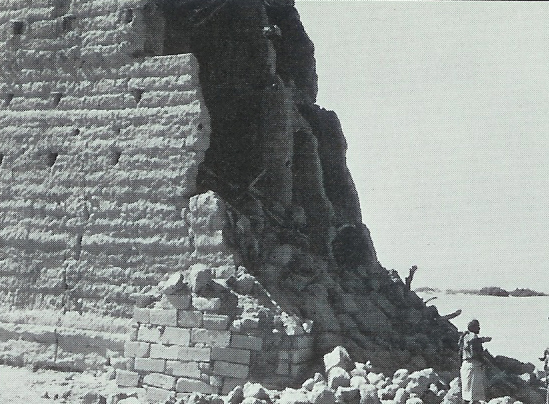
Зруйноване єгипетським бомбардуванням село біля Маріба

На події у Ємені суттєво вплинула ізраїльсько-єгипетська війна 1967 року. Уряд ЄАР оголосив Ізраїлю війну та розірвав дипломатичні відносини зі США. На Хартумській конференції у серпні 1967 року Єгипет і Саудівська Аравія дійшли згоди у єменському питанні: Єгипет мав вивести свої війська з ЄАР, а Саудівська Аравія — припинити допомогу монархістам. У жовтні 1967 року Ємен залишили останні підрозділи єгипетських військ.
Тим часом, армія роялістів імама аль-Бадра, отримавши значне підкріплення, завдала низки нищівних ударів по республіканським силам. До кінця 1969 року монархісти оточили Сану та приготувались її штурмувати. Результат громадянської війни вирішив Радянський Союз, який погрожував у разі початку штурму Сани роялістами застосувати свою силу і втрутитись до конфлікту на боці республіканців. Не бажаючи псувати стосунки з СРСР, а також затягувати громадянську війну, шах Мохаммед Реза Пахлаві відкликав інструкторів САВАК. Армія імама припинила спротив, кілька відомих монархістів увійшли до складу уряду ЄАР. Імам Мухаммед аль-Бадр виїхав у вигнання; помер 6 серпня 1996 року в Лондоні.

## Нотатки
1. ↑  араб. ثورة 26 سبتمبر, латиніз. Thawrat 26 Sibtambar